# Festival van San Remo 1976
Het Festival van San Remo 1976 was de 26ste editie van de liedjeswedstrijd. Het was de laatste keer dat het festival werd georganiseerd in het Casino van San Remo, voor het festival van 1977 werd er verhuisd naar het Ariston-theater.

## Finale
| Plaats | Lied                               | Auteur                                                                                  | Artiest                   |
| ------ | ---------------------------------- | --------------------------------------------------------------------------------------- | ------------------------- |
| 1.     | Non lo faccio più                  | (Depsa, Sergio Iodice e Fabrizio Berlincioni)                                           | Peppino di Capri          |
| 2.     | Come stai, con chi sei             | (Cristiano Minellono e Umberto Balsamo)                                                 | Wess & Dori Ghezzi        |
| 3.     | Gli occhi di tua madre Volo AZ 504 | (Sandro Giacobbe, Daniele Pace e Oscar Avogadro) (Vito Pallavicini e Salvatore Cutugno) | Sandro Giacobbe Albatros  |
| 5.     | Due anelli                         | (Antonello de Sanctis e Paolo Frescura)                                                 | Paolo Frescura            |
| 6.     | Sambariò                           | (Luigi Albertelli e Enrico Riccardi)                                                    | Drupi                     |
| 7.     | Più forte                          | (Schiava e C. Gigli)                                                                    | Carlo Gigli               |
| 8.     | Linda bella Linda                  | (Ciro Dammicco, Querencio, Sentacruz e Specchia)                                        | Daniel Sentacruz Ensemble |
| 9.     | L'ho persa ancora                  | (Ricciardi-Avogadro-Pace)                                                               | Gli Opera                 |
| 10.    | Cuore di vetro                     | (Bigazzi-Savio)                                                                         | Camaleonti                |
| 11.    | Omar                               | (Battaini-Beretta)                                                                      | Orietta Berti             |
| 12.    | Andiamo via                        | (Corrado Conti, Franco Cassano e Luigi Albertelli)                                      | La Strana Società         |
| 13.    | Due storie dei musicanti           | (Luis Enriquez e Sergio Bardotti)                                                       | Ricchi e Poveri           |
| 14.    | Piccola donna addio                | (Stavolo-Zulian)                                                                        | Patrizio Sandrelli        |
| 15.    | Quando c'era il mare               | (Sergio Endrigo)                                                                        | Sergio Endrigo            |
| 16.    | Signora tu                         | (Bozzetti-Pegoraro)                                                                     | Miko                      |
| 17.    | Cercati un'anima                   | (Ciletti-Cavallaro-Pace-Avogadro)                                                       | Profeti                   |
| 17.    | Che sarei                          | (Landro-Cardullo)                                                                       | La Nuova Gente            |

## Halvefinalisten
| Lied                  | Auteur                          | Artiest              |
| --------------------- | ------------------------------- | -------------------- |
| E tu mi manchi        | (Simonluca-A. Lo Vecchio)       | Santino Rocchetti    |
| Il mio primo rossetto | (U. Napolitano-M. Salerno)      | Rosanna Fratello     |
| La canzone dei poveri | (Gallo-Mallozzi)                | Gloriana             |
| La femminista         | (Chiosso-Alfieri)               | Antonio Buonuomo     |
| Nata libera           | (Crippa-Morelli)                | Leano Morelli        |
| Noi due               | (Romina Power e Albano Carrisi) | Romina Power         |
| Sing My Song          | (De Natale-Darini)              | Maggie Mae           |
| Stella cadente        | (Stavolo-Zulian)                | Armonium             |
| Torna a casa          | (Elide Suligoj e Paolo Limiti)  | Vanna Leali          |
| Una casa senza nome   | (Pilat-Panzeri-Pace)            | Umberto Lupi         |
| Uomo qualunque        | (Picciotta-Migliacci-Farina)    | Ezio Maria Picciotta |
| Vieni                 | (Lo Vecchio-Vittorio)           | Silvano Vittorio     |

1951 · 1952 · 1953 · 1954 · 1955 · 1956 · 1957 · 1958 · 1959 · 1960 · 1961 · 1962 · 1963 · 1964 · 1965 · 1966 · 1967 · 1968 · 1969 · 1970 · 1971 · 1972 · 1973 · 1974 · 1975 · 1976 · 1977 · 1978 · 1979 · 1980 · 1981 · 1982 · 1983 · 1984 · 1985 · 1986 · 1987 · 1988 · 1989 · 1990 · 1991 · 1992 · 1993 · 1994 · 1995 · 1996 · 1997 · 1998 · 1999 · 2000 · 2001 · 2002 · 2003 · 2004 · 2005 · 2006 · 2007 · 2008 · 2009 · 2010 · 2011 · 2012 · 2013 · 2014 · 2015 · 2016 · 2017 · 2018 · 2019 · 2020 · 2021 · 2022 · 2023 · 2024 · 2025